# Bruno Foresti
Bruno Foresti (ur. 6 maja 1923 w Tavernola Bergamasca, zm. 26 lipca 2022 w Predore) – włoski duchowny rzymskokatolicki, biskup senior Brescii.
Święcenia prezbiteratu przyjął 7 kwietnia 1946 z rąk biskupa Adriano Bernareggi i został inkardynowany do diecezji Bergamo. 12 grudnia 1974 Paweł VI mianował go biskupem pomocniczym archidiecezji Modeny-Nonantoli, przydzielając mu stolicę tytularną Plestia. Sakrę otrzymał 12 stycznia 1975 z rąk ówczesnego biskupa Bergamo, Clemente Gaddiego. 2 kwietnia 1976 został mianowany metropolitą Modeny-Nonantoli. Po siedmiu latach, 7 kwietnia 1983 Jan Paweł II mianował go biskupem Brescii z zachowaniem godności arcybiskupa ad personam. Urząd ten pełnił do 19 grudnia 1998, kiedy to została zaakceptowana jego rezygnacja złożona ze względu na osiągnięcie wieku emerytalnego. Jego następcą został mianowany Giulio Sanguineti.